# برج تون رزاق
برج تون رزاق هو عبارة عن ناطحة سحاب مكتبية مكونة من 35 طابقًا تقع على طول جالان راجا لاوت في كوالالمبور، ماليزيا، بالقرب من مقر DBKL. كان ارتفاع المبنى 150 متراً. تم بناؤه في عام 1983 وتم هدمه في عام 2014، وعندما تم هدمه، كان أطول مبنى يتم هدمه في ماليزيا على الإطلاق.

## الحوادث
في 15 يناير 2014 اندلع حريق في الطابق 27 من البرج وامتد إلى الطابق 30 أثناء قيام العمال بقطع قنوات التكييف، مما أدى إلى احتجازهم هناك، واستغرق الأمر بضع ساعات حتى تمكن رجال الإطفاء من إخماد النيران، ولم ترد أنباء عن وقوع إصابات، لكن خمسة عمال أصيبوا ونقلوا على الفور إلى مستشفى كوالالمبور .